# Marnaves
 Marnaves  là một xã trong tỉnh Tarn thuộc vùng Occitanie ở miền nam nước Pháp. Xã này nằm ở khu vực có độ cao trung bình 152 mét trên mực nước biển.
Sông Cérou chảy qua thị trấn.